# Пйотр Квасневський
Пйотр Кваснєвський (пол. Piotr Kwaśniewski, нар. 8 березня 1997, Польща) — польський футболіст, півзахисник футбольної команди «П'яст» із міста Гливиць.
Є вихованцем футбольної академії гливицького «П'ясту». Займатися футболом розпочав у «ЛТС Лабенди», однак згодом у 2007-у році приєднався до юнацької футбольної академії, пройшов молодіжну та запасну команд та опинився в основі.